# Еряшев, Борис Никандрович
Бори́с Ника́ндрович Еря́шев (22 октября 1921, Ставрополь Куйбышевской области — 4 марта 1993, Фрязино, Московской области) — лётчик-штурмовик, Герой Советского Союза.

## Биография
Борис Никандрович родился в семье служащего. Образование получил неполное среднее. Учился в Куйбышевском речном техникуме. В Красной Армии с декабря 1940 года. В 1942 году окончил Энгельсcкую военную авиационную школу пилотов.
В действующей армии с июня 1943 года. Командир звена 503-го штурмового авиационного полка (206-я штурмовая авиационная дивизия, 7-й штурмовой авиационный корпус, 8-я воздушная армия, 4-й Украинский фронт). За время войны Еряшев на штурмовике «Ил-2» совершил 172 боевых вылета на штурмовые удары по войскам, переправам и аэродромам противника. Был ранен, сбил несколько самолётов противника, сам был сбит и несколько суток выбирался к своим, вынося раненого.
После войны — командир эскадрильи, заместитель командира полка. В 1956 году окончил Военно-воздушную академию. С 1962 года подполковник Еряшев в запасе.
Жил в городе Фрязино и работал старшим инженером в НПО «Исток». Похоронен на городском кладбище.

## Награды
- Медаль «Золотая Звезда» (№ 4165) — звание присвоено 2 августа 1944 года;
- орден Ленина;
- 3 ордена Красного Знамени;
- орден Отечественной войны 1 степени;
- 2 ордена Красной Звезды.

## Память
Почётный гражданин города Фрязино. Имя Еряшева присвоено лицею, установлены бюст и мемориальная доска во Фрязино.
Именем Еряшева назван буксирный пароход на Каме.
В Тольятти именем Героя названа одна из улиц города.